# Shorea assamica
Espèce
Synonymes
- Shorea assamica subsp. yingjiangensis Y.K. Yang & J.K. Wu[1] [2]
- Shorea siamensis var. borealis Y.K. Yang & J.K. Wu[1] [2]

Shorea assamica est une espèce de plantes de la famille des Dipterocarpaceae.

## Publication originale
- The Flora of British India 1(2): 307. 1874.